# Blue Steel
Blue Steel er en amerikansk film fra 1990 af Kathryn Bigelow.

## Medvirkende
- Jamie Lee Curtis som Megan Turner
- Ron Silver som Eugene Hunt
- Clancy Brown som Nick Mann
- Elizabeth Peña som Tracy Perez
- Louise Fletcher som Shirley Turner
- Philip Bosco som Frank Turner
- Richard Jenkins som Dawson